# Bitva u Piacenzy
Bitva u Piacenzy (16. června 1746) byla vojenským střetnutím v rámci války o rakouské dědictví v severní Itálii na soutoku řek Trebie a Pádu u města Piacenza. Bojovala zde spojená španělsko-francouzská armáda proti vojskům habsburské monarchie. Na obou stranách se bitvy zúčastnilo přes 80 000 vojáků. V čele španělské armády stál formálně španělský infant don Filip, skutečným velitelem byl ale generál hrabě de Gages ve spolupráci s francouzským maršálem Mailleboisem. Jednoznačné rakouské vítězství bývá připisováno knížeti Josefu Václavovi z Lichtenštejna, který byl však v té době nemocen. Bojové operace rakouské armády fakticky řídil polní zbrojmistr Maximilian Ulysses Browne, který si tak připsal jeden z největších triumfů své kariéry ve službách Habsburků.

## Předehra

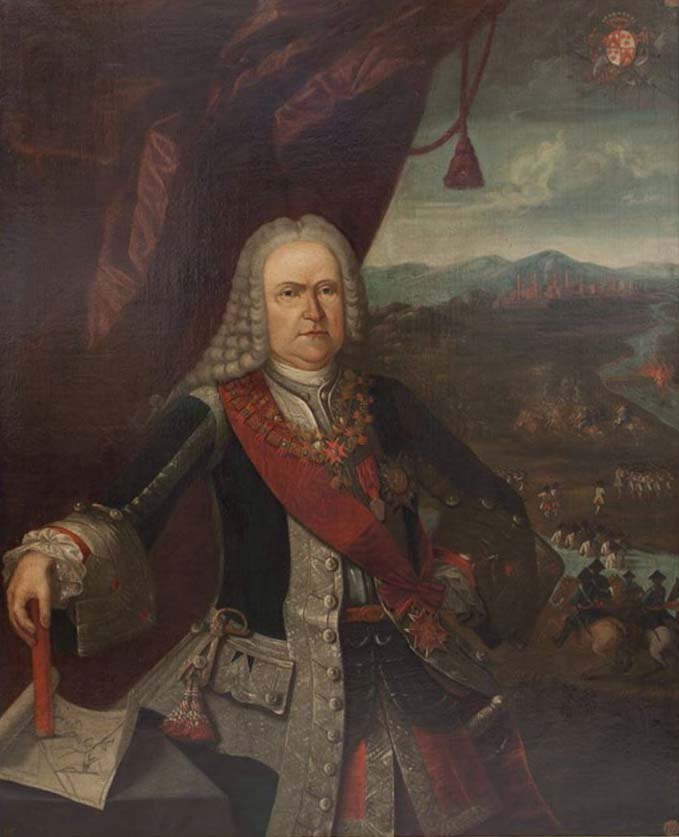
Španělský vrchní velitel generál Jean Thierry du Mont de Gages

Po vítězství u Bassignany v září 1745 se španělsko-francouzské armádě podařilo dočasně opanovat severní Itálii a v prosinci 1745 vstoupil španělský infant don Filip do Milána. Rakouská armáda pod velením knížete Lobkowicze se však nevzdávala a na několika místech se jí podařilo dobýt zpět ztracené pozice. Lobkowicz byl ale brzy odvolán do Čech a na jeho místo vrchního velitele v severní Itálii byl jmenován osvědčený kníže Josef Václav z Lichtenštejna. Konec druhé slezské války umožnil Marii Terezii uvolnit pro Itálii silný sbor generála Browna, který na jaře 1746 rychlým pochodem přes Alpy zaskočil Španěly a v březnu  don Filip opustil Milán. Španělé ustupovali jižním směrem k Janovu, vrchní velitel generál de Gages dostal ale z Madridu příkaz zůstat v Piacenze, kde mělo dojít k rozhodujícímu střetnutí. Rakouská i španělská armáda začala budovat obranné linie v okolí Piacenzy zhruba od poloviny května 1746, obě vojska ale čekala na spojenecké posily. Ke Španělům se připojil francouzský maršál Maillebois, jehož armáda byla ale za poslední měsíc zdecimovaná nemocemi, dezertérstvím a byla tak oslabena o 15 000 mužů. Maillebois přijel do Piacenzy 14. června a seznámil se s de Gagesovým plánem útoku na Rakušany. Francouzský maršál sice se španělským plánem úplně nesouhlasil, ale bylo rozhodnuto neotálet, než se k Rakušanům připojí posily Karla Emanuela Sardinského vzdálené ještě jeden den pochodu.

## Průběh bitvy

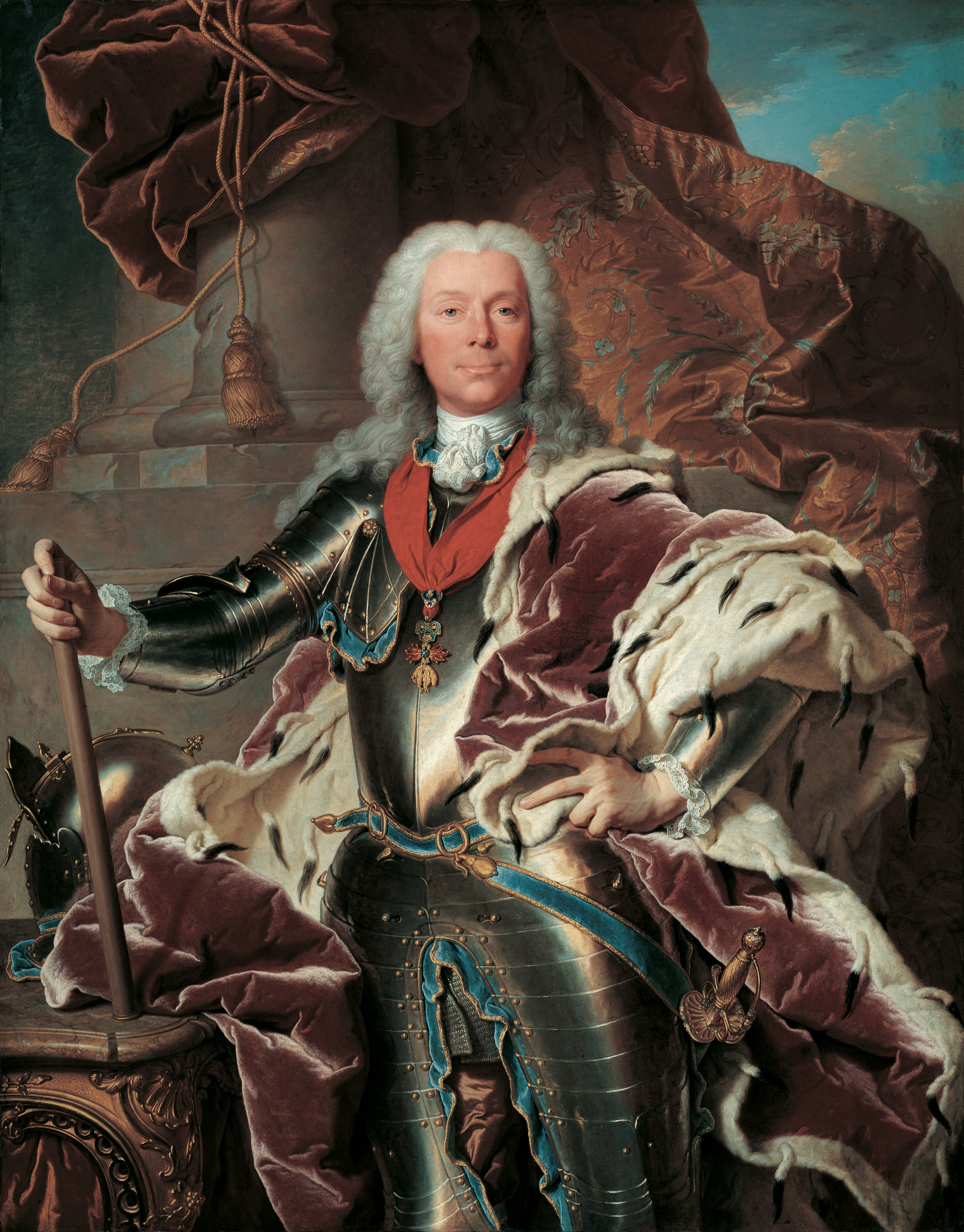
Rakouský vrchní velitel maršál Josef Václav z Lichtenštejna

Bitva začala 16. června ráno rakouskou dělostřeleckou palbou na španělské linie, souběžně začal francouzsko-španělský útok. Pohyb obou znepřátelených armád komplikovaly široké kanály, de Gagesův plán se navíc zhroutil již velmi brzy, když se před Mailleboisem objevily silné rakouské jednotky v nečekaném postavení. Mailleboise to vedlo k domněnce, že jeho plán se museli Rakušané dozvědět od špiona přímo ze španělského generálního štábu. Francouzští vojáci se ocitli na dostřel rakouských děl a jejich řady začaly řídnout, mimoto na ně z boku útočilo Nádasdyho jezdectvo. K rozhodujícímu protiútoku poté zavelel Browne, který v této části bojiště rozhodl bitvu kolem poledne. O dvě hodiny déle trvaly boje na pravém křídle, kde se Botto-Adornovi podařilo zatlačit de Gagese k Piacenze až kolem druhé hodiny odpolední. Situace byla na pravém a levém křídle natolik příznivá, že jedenáct tisíc vojáků rakouského středu nemuselo do bitvy vůbec zasáhnout.
Ztráty ve francouzské a španělské armádě se pohybovaly kolem 13 000 mužů, přes čtyři a půl tisíce jich padlo do zajetí. Mezi nimi byl mimo jiné zraněný španělský generál José Basilio d'Aramburu. Několik zranění v bitvě utrpěl francouzský plukovník Montcalm, pozdější hrdina sedmileté války. Oproti tomu rakouské ztráty byly minimální, padlo přibližně 700 mužů a přes tři tisíce jich bylo zraněno. Španělé a Francouzi se stáhli do Piacenzy, kde se infant don Filip převlékl za podomního obchodníka v obavě před zajetím, až Rakušané vniknou do města. K tomu ale nedošlo, Browne další postup zastavil. Zprávu o rakouském vítězství odvezl plukovník Karl O'Donnell do Vídně, kde byl slavnostně přivítán a okamžitě povýšen do hodnosti generálmajora.

## Důsledky
Dva dny po bitvě rezignoval kvůli nemoci na vrchní velení kníže Lichtenštejn. Novým vrchním velitelem v severní Itálii se namísto dynamičtějšího Browna stal služebně starší Botta-Adorno, který pak pronásledoval francouzsko-španělskou armádu i v následujících měsících, kdy došlo k dalším menším bitvám. Další chod událostí ovlivnilo také náhlé úmrtí španělského krále Filipa V. v červenci 1746, protože jeho nástupce Ferdinand VI. usiloval o mír i za cenu ztrát.
V rámci válek o rakouské dědictví byla bitva u Piacenzy posledním velkým střetnutím na italské půdě. Rakušané opanovali severní Itálii, odkud se jim podařilo vytlačit Bourbony. Celoevropský konflikt se ale odehrával i na jiných bojištích a úspěchy Mořice Saského proti spojencům Marie Terezie u Rocourtu a Lauffeldu nakonec vedly ke ztrátě italských územních zisků. Cášským mírem obhájila Marie Terezie nároky na Rakouské Nizozemí okupované během války Francouzi, na oplátku se ale vzdala některých územních zisků v Itálii. Vévodství Parmské obdržel právě španělský don Filip, který tak založil parmskou větev Bourbonů.